# Biomedicin (utbildning)
En biomedicinare är en person med akademisk examen i biomedicin. Biomedicinare kartlägger sjukdomars uppkomst, botemedel och behandling. De arbetar ofta vid forskningsinstitutioner på universitet och företag, till exempel inom medicinindustrin, livsmedel/läkemedelsindustrin, bioteknikindustrin och sjukvården.
Den biomedicinska högskoleutbildningen i Sverige var tidigare på de flesta lärosäten 4-årig vilket ger en magisterexamen i biomedicin. Utbildningen förändrades den 1 juli 2007 istället till 5-årig (3-årig kandidatutbildning och en 2-årig mastersutbildning), som en följd av Bolognaprocessen. Biomedicinarutbildningarna finns på Lunds universitet, Karolinska institutet, Uppsala universitet, Umeå universitet, Högskolan i Skövde och Linköpings universitet. Vid Linköpings universitet heter utbildningen medicinsk biologi.
Utbildningen omfattar bland annat:
- organisk kemi
- biokemi
- cellbiologi
- bakteriologi
- farmakologi
- farmaci
- fysiologi
- genomik
- neurovetenskap
- epidemiologi och biostatistik
- läkemedelsutveckling
- neurokemi
- medicinsk näringslära
- miljömedicin
- tumörbiologi
- patologi